# 村松春水
村松 春水（むらまつ しゅんすい、1863年（文久3年）月日不詳 - 1952年（昭和27年）月日不詳）は、日本の医師・作家・郷土史家。「お吉」研究家として知られる。
漢学に精通した父・村松文三は幕末の攘夷派志士。文藝春秋の元編集長車谷弘は甥に当る。

## 経歴・事蹟
江戸時代末期の文久3年、村松家の次男として現・焼津市に生まれた。
明治28年（1895年）、伊豆の下田町に転居して以来、町医の傍ら、当地における対外交渉の歴史を掘り起こした。とりわけ、開港まもない下田に着任した初代駐日アメリカ合衆国領事タウンゼント・ハリスにかしずいたとされる「唐人お吉」こと「きち」（＝斎藤きち、以下お吉と表記）の研究者として知られる。大正末期より下田町の郷土雑誌『黒船』（1924-1944）に研究成果を寄稿したほか、『下田に於ける吉田松陰』、『実話唐人お吉』を著した。
村松春水のお吉研究は、これを提供した十一谷義三郎の小説『唐人お吉』が人気を呼び、たいへんなお吉ブームをもたらした。続けて芝居に映画にともてはやされ、お吉の実像に対する人々の関心を呼び起こしたが、いま世に伝えられる「お吉伝記」の原型は村松春水によって作られたといえる。
ただ、お吉について流布される伝聞は様々で、その実説はあやふやである。お吉が亡くなったとされる明治23年から小説の発表まで40年近くが経過しており、この間に失われた事実も少なくなかったと思われる。その研究も、細かな事実の断片に伝聞の聞き書きを組み合わせた記録であって、資料に欠落や遺漏が多いことから、事実を超越して奔放に潤色が加えられているとの指摘がある。
村松春水が作ったお吉の生涯年表について、作家の村松友視は、「思い入れたっぷり」、「年表自体が春水の作品、あるいは唐人お吉論みたいなもの」ではないかと述べ、加えて、従来伝えられているお吉の伝説に事実があるとすれば、お吉という女がいてハリスのもとに通い、最期は入水して死んだ、というこの二つくらいではないか、と問う。一方で「通説はけっこう魅力的な話」と評しており、当時のアメリカと日本を男女に見立て、圧迫された側からの視点をお吉に象徴させて書いたようにも思われ、物語にシンパシーを持ったとも語っている。

## 著書
- 『下田に於ける吉田松陰』黒船社、1929年。
- 『実話唐人お吉』平凡社、1930年。[注釈 3]
- 『下田に於ける吉田松陰』平凡社、1930年。